# Сряда
Сряда е третият ден от седмицата. Произлиза от старобългарската дума .
Ако неделя се приеме за начало на седмицата, сряда се пада в средата (оттук и името; на немски: Mittwoch – „среда на седмицата“). Сряда също така е и по средата на работната седмица (понеделник – петък).
В римската империя „сряда“ е посветена на бога Меркурий – „Mercurii dies“.
В българските народни вярвания сряда е осмислян като добър или лош ден в различните региони на България. В Югоизточна България (Странджа – Сакар), както и в Софийско, Габровско и Тетевенско, сряда се приема за един от най-тежките дни през седмицата. Жените не вършат домакинска работа, не мият косите си, а мъжете не се бръснат; спазва се сексуално въздържание, поради вярването, че ако бъде заченато дете през този ден, то ще е с физически или умствени недостатъци или ще стане много лош човек. Задължително се пости.
В българския народен календар са познати следните сряди:
- Луда сряда – срядата от Тодоровата неделя, схващана като особено опасен ден. Още: Разполовената сряда, Преговялата сряда.
- Светла сряда (Празна сряда) – срядата след Великден. На този ден сред рупците в Странджа се изпълнява обичаят Мара Лишанка, а в Дупнишко – обичаят Ладино хоро.
- Русалска сряда – срядата от Русалската неделя, също смятана като тежък ден.